# Cantones de Martinica

## 1995-2015
Lista de los 45 cantones de Martinica, que existían hasta 2015.
- El Distrito de Fort-de-France estaba compuesto por 16 cantones: Fort-de-France-1, Fort-de-France-2, Fort-de-France-3, Fort-de-France-4, Fort-de-France-5, Fort-de-France-6, Fort-de-France-7, Fort-de-France-8, Fort-de-France-9, Fort-de-France-10, Le Lamentin-1-Sur-Burgo, Le Lamentin-2-Norte, Le Lamentin-3-Este, Saint-Joseph, Schœlcher-1 y Schœlcher-2.
- El Distrito de Le Marin estaba compuesto por trece cantones: Ducos, Le Diamant, Le François-1-Norte, Le François-2-Sur, Le Marin, Les Anses d'Arlet, Les Trois-Îlets, Le Vauclin, Rivière-Pilote, Rivière-Salée, Sainte-Anne, Sainte-Luce y Saint-Esprit.
- El Distrito de Saint-Pierre estaba compuesto por cinco cantones: Case-Pilote-Bellefontaine, Le Carbet, Le Morne-Rouge, Le Prêcheur y Saint-Pierre.
- El Distrito de La Trinité estaba compuesto por once cantones: Basse-Pointe, L'Ajoupa-Bouillon, La Trinité, Le Gros-Morne, Le Lorrain, Le Marigot, Le Robert-1-Sur, Le Robert-2-Norte, Macouba - Sainte-Marie-1-Norte y Sainte-Marie-2-Sur.

## 2015
A principios del año 2015, en aplicación de la Ley n.º 2011-884, de 27 de julio de 2011, relativa a las colectividades de Guayana Francesa y Martinica; y específicamente de su artículo 8.º, apartado L558-7, se suprimieron los cantones de Martinica y se aplicaron la secciones de nueva creación:

### Composición
La colectividad de Martinica comprende una circunscripción electoral formada por cuatro secciones:
| Nombre Sección | Composición         | Comunas | Cantón anterior | Distrito                                              |
| -------------- | ------------------- | --- | --- | ----------------------------------------------------- |
| Centro         | 1.ª Circunscripción | La Trinité, Le François, Le Gros-Morne, Le Lamentin y Le Robert | La Trinité, Le François-1-Norte, Le François-2-Sur, Le Gros-Morne, Le Lamentin-1-Sur-Burgo, Le Lamentin-2-Norte, Le Lamentin-3-Este, Le Robert-1-Sur y Le Robert-2-Norte                                                             | La Trinité (3), Fort-de-France (1) y Le Marin (1)     |
| Fort-de-France | 3.ª Circunscripción | Fort-de-France | Fort-de-France-1, Fort-de-France-2, Fort-de-France-3, Fort-de-France-4, Fort-de-France-5, Fort-de-France-6, Fort-de-France-7, Fort-de-France-8, Fort-de-France-9 y Fort-de-France-10                                                 | Fort-de-France                                        |
| Norte          | 2.ª Circunscripción | Basse-Pointe, Bellefontaine, Case-Pilote, Fonds-Saint-Denis, Grand'Rivière, L'Ajoupa-Bouillon, Le Carbet, Le Lorrain, Le Marigot, Le Morne-Rouge, Le Morne-Vert, Le Prêcheur, Macouba, Saint-Joseph, Saint-Pierre, Sainte-Marie y Schoelcher | Basse-Pointe, Case-Pilote-Bellefontaine, L'Ajoupa-Bouillon, Le Carbet, Le Lorrain, Le Marigot, Le Morne Rouge, Le Prêcheur, Macouba, Saint-Pierre, Saint-Joseph, Sainte-Marie-1-Norte, Sainte-Marie-2-Sur, Schœlcher-1 y Schœlcher-2 | La Trinité (5), Saint-Pierre (5) y Fort-de-France (2) |
| Sur            | 4.ª Circunscripción | Ducos, Le Diamant, Le Marin, Les Anses-d'Arlet, Les Trois-Îlets, Le Vauclin, Rivière-Pilote, Rivière-Salée, Saint-Esprit, Sainte-Anne y Sainte-Luce                                                                                          | Ducos, Le Diamant, Le Marin, Les Anses-d'Arlet, Les Trois-Îlets, Le Vauclin, Rivière-Pilote, Rivière-Salée, Saint-Esprit, Sainte-Anne y Sainte-Luce                                                                                  | Le Marin                                              |